# Zabel, Pernik
Zabel (în bulgară Забел) este un sat în comuna Trăn, regiunea Pernik,  Bulgaria. 

## Demografie
Componența etnică a satului Zabel
     Bulgari (20,68%)
     Nicio identificare (79,31%)
     Altele (0%)
La recensământul din 2011, populația satului Zabel era de 29 locuitori. Nu există o etnie majoritară, locuitorii fiind  și bulgari (20,68%). Pentru 79,31% din locuitori nu este cunoscută apartenența etnică.